# Balla Teréz
Balla Teréz (Nagypalád, 1951. december 25. –) kárpátaljai magyar középiskolai tanár, néprajzkutató, költő.

## Életpályája
Általános iskoláját Nagypaládon végezte el. Tiszapéterfalván érettségizett. Az Ungvári Állami Egyetem magyar nyelv és irodalom szakán tanult tovább. Ezután a Mari Tudományos Kutatóintézet nyelvészeti osztályának munkatársa lett. A finnugor kutatásokat abbahagyta; visszatért szülőföldjére. 1968 óta publikál. 1978-tól a Nagyberegi Középiskola magyar nyelv és irodalom szakos tanára. 1988. január 20-án alapító tagja volt a József Attila Alkotóközösségnek. Az 1990-es évek végén Magyarországra települt; Miskolc környékén él.

## Művei
- Így jöttem (verses fűzet, Kárpáti Igaz Szó, 1985)
- A hallgatás oszlopai (versek; Réti János illusztrációival; Ungvár-Budapest, Intermix kiadó, 1995)